# Psicologia dell'arte

Monna Lisa, o Gioconda, Probabilmente la madre di Leonardo. (teoria basata sulla psicologia dell'arte)

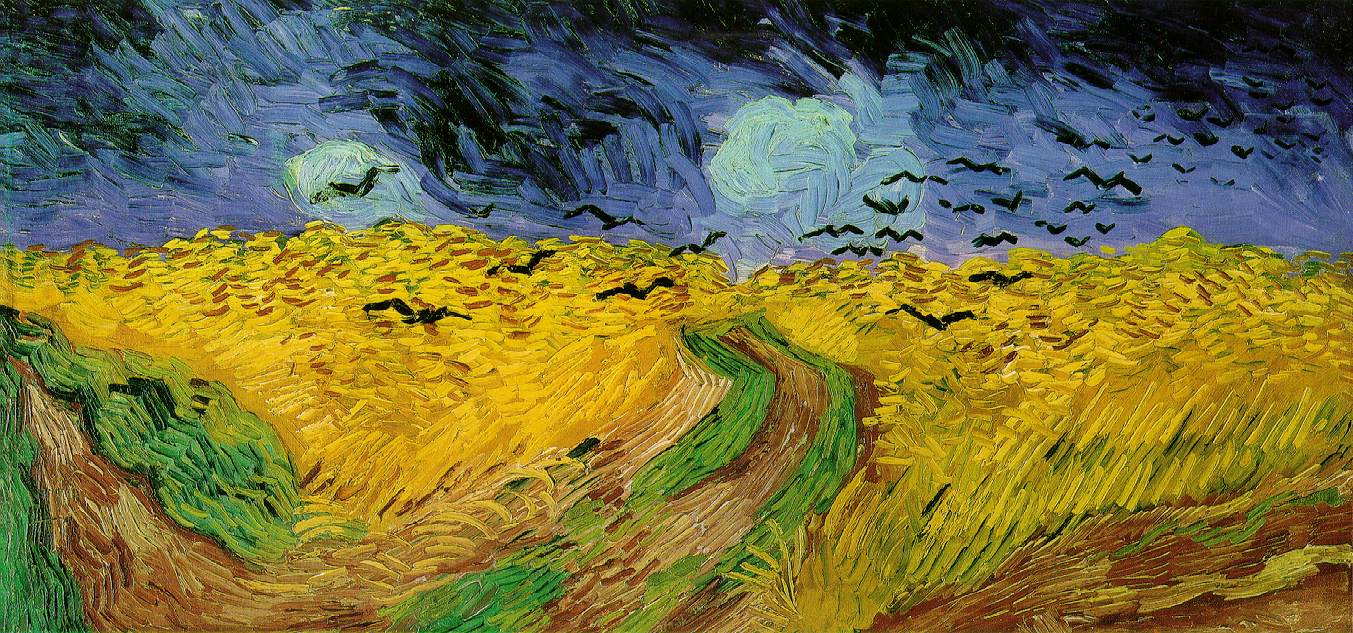
Vincent van Gogh, 1853-1890, Campo di grano con corvi

La psicologia dell'arte è una disciplina che si occupa di indagare e spiegare i processi psicologici coinvolti nelle esperienze di produzione e di fruizione di un'opera d'arte. 
Dato il suo carattere intrinsecamente pluri e interdisciplinare, è difficile delimitarne a priori i settori di pertinenza e definirne lo statuto teorico e metodologico. Molteplici e variabili (in base agli interessi e alle prospettive) sono i suoi territori di confine: dall'estetica alla storia, alla teoria e alla critica dell'arte, dalla letteratura alla medicina e alla psichiatria, attraverso antropologia, sociologia, pedagogia e semiotica, per non parlare delle diverse pronunce e declinazioni riferibili all'ambito storico, teorico e disciplinare relativo all'universo stesso della psicologia e dei suoi diversi indirizzi. Per quanto riguarda più specificamente le relazioni con l'arte (soprattutto visiva) rivestono particolare rilevanza gli studi della Psicologia della Gestalt e della teoria della percezione, spesso mediati da prospettive cognitiviste, e quelli che fanno capo alle diverse scuole psicoanalitiche, che hanno dato importanti contributi anche nell'ambito della critica e della teoria della letteratura.
Campo d'analisi della psicologia dell'arte sono soprattutto le arti figurative, ma non meno importanti sono gli studi e le ricerche in ambito letterario, nonché in quello musicale, cinematografico, fotografico, teatrale ecc… 
L'obiettivo della psicologia dell'arte è cercare di individuare e comprendere quali processi mentali siano coinvolti nella produzione artistica, quali fattori determinino la poetica e le peculiarità di un artista, ma anche quali processi psicologici caratterizzino la fruizione, l'apprezzamento o il non apprezzamento estetico, e i sentimenti di empatia o simpatia. 
Fin dalle sue origini la psicoanalisi indaga i significati inconsci di cui l'opera è portatrice, significati, cioè, che possono andare oltre le intenzioni dell'autore.

## Origini
Come settore di studi specifici la psicologia dell'arte nasce nella seconda metà dell'Ottocento, ma solo di recente ha ottenuto uno specifico riconoscimento disciplinare, conquistando anche una sua più precisa collocazione accademica. 
Studi significativi furono compiuti da Gustav Theodor Fechner (1801-1887), psicologo, fisico e fisiologo tedesco fondatore della psicofisica. Egli si occupò delle relazioni tra stimoli fisici ed esperienze psicologiche e condusse ricerche nel campo dell'arte gettando le basi della cosiddetta estetica sperimentale – una psicologia sperimentale applicata al fenomeno artistico (“teoria del piacere e del dispiacere”).

## Indirizzi
Contributi essenziali alla psicologia dell'arte sono stati forniti dalla psicologia della Gestalt, che considera l'opera d'arte soprattutto da un punto di vista percettivo (si pensi in particolare ai lavori di Rudolf Arnheim). Queste ricerche si intrecciano spesso a una prospettiva di tipo cognitivista (si vedano in Italia gli studi di Alberto Argenton).
La scuola della Gestalt, sviluppatasi tra il 1910 e il 1930, prima in Germania e poi negli Stati Uniti, propone di considerare l'opera d'arte nella sua totalità, concependo la dimensione artistica come una modalità di conoscenza del mondo. Tale punto di vista è basato sulle caratteristiche dell'opera stessa: ne viene considerata la pregnanza o buona forma, grazie a quelle caratteristiche che la rendono equilibrata e armonica, la totalità, poiché il tutto è più della somma delle singole parti. Infine, con l'ultimo principio organizzativo, essa intende spiegare l'empatia provata dal fruitore del prodotto artistico nei confronti dello stesso e le intenzioni del suo autore, attraverso la relazione tra percezione dello stimolo e attività fisiologica del cervello (postulato dell'isomorfismo). 
La Gestalt sostiene che le percezioni sono il prodotto del materiale derivato dai sensi, che viene poi organizzato grazie a meccanismi e schemi mentali innati nell'uomo. Inoltre le percezioni vengono ritenute immediate e non prodotte dalla sensazione attuale. Esse sarebbero influenzate dalle esperienze del passato solo nella misura in cui queste ultime abbiano avuto a che fare con l'esperienza attuale. La percezione avuta dal soggetto va considerata come complessa; la forma, che è qualcosa di globale, è dinamica ed è il risultato dell'interazione delle singole parti, che acquistano un particolare valore e significato proprio in virtù della forma stessa.
I fondatori di tale corrente sono generalmente ritenuti Wolfgang Kohler, Kurt Koffka e Max Wertheimer, le cui ricerche in ambito psicologico furono rivolte soprattutto alle capacità di ragionamento e percezione. Un punto fondamentale veniva individuato nella discrepanza tra ciò che è - realtà fisica - e ciò che viene percepito – realtà fenomenica; a venir meno è una corrispondenza diretta tra queste due dimensioni, dovuta alla grande attività del soggetto verso l'oggetto. Quest'ultimo viene analizzato, categorizzato e proiettato al punto tale da essere percepito in modo differente rispetto alla sua realtà fisica e oggettiva. Secondo Arnheim, gli artisti avrebbero la capacità di cogliere il significante universale nel particolare utilizzando le categorie di forma e colore. L'opera d'arte, in quanto prodotto di esseri viventi, possiede la medesima complessità di questi ultimi, e spesso il linguaggio è per sua stessa natura inadatto a fornirne una spiegazione completa ed esauriente. Al contrario, l'analisi percettiva è in grado di cogliere significati profondi. Arnheim, raffinato indagatore dei meccanismi percettivi sottesi ai fatti visivi, afferma in Arte e percezione visiva:
«Ogni percezione è anche pensiero, ogni ragionamento è anche intuizione, ogni osservazione è anche invenzione. L'importanza di codeste vedute per la teoria e la pratica delle arti è evidente: non possiamo più considerare il processo artistico come chiuso in se stesso, misteriosamente ispirato all'alto, non relazionato e non relazionabile alle altre attività umane. Per contro quella forma “esaltata” di vedere che conduce alla creazione delle grandi opere d'arte appare come una proliferazione di quell'attività più umile e più consuetudinaria impiegata dagli occhi nella vita d'ogni giorno»
Il suo invito consiste nel considerare l'opera d'arte nella sua totalità, alla luce dei suoi elementi globali. Il contributo di Arnheim mira, attraverso la spiegazione dei meccanismi della visione, a guidare verso una comprensione totalizzante, meno parziale e inesatta. Consapevoli della differenza tra l'insieme e le singole parti, di fronte ad un'opera risulta fondamentale la considerazione della sua globalità, percorrendo poi la strada verso l'analisi degli elementi particolari. La comprensione, nella logica del ragionamento, agisce allo stesso modo della percezione, nella logica del sensorio. E ancora:
«La forma percettiva è il risultato dell'interazione tra l'oggetto fisico, il medium della luce che agisce come trasmittente di informazioni, e le condizioni prevalenti nel sistema nervoso dell'osservatore. […] La forma dell'oggetto che vediamo non dipende però soltanto dalla sua proiezione retinica in un momento dato: l'immagine è determinata dalla totalità delle esperienze visive che di quell'oggetto, o di uno analogo, abbiamo avuto durante la nostra vita».
Non meno importante negli studi di psicologia dell'arte è il contributo della psicoanalisi. In essa prevale ancora una prospettiva clinica e teorica molto interna a un orizzonte psicoanalitico. Tra i “pionieri” della psicoanalisi dell'arte possiamo ricordare: Ernest Jones, Marie Bonaparte (con la sua monografia su Edgar Allan Poe del 1934), Oscar Pfister, Karl Abraham, Hanns Sachs, Sándor Ferenczi, Theodor Reik e Carl Gustav Jung, che dopo il suo distacco da Freud, nel 1913, svilupperà una propria linea di ricerche e una propria scuola chiamata “Psicologia analitica”. Tra i principali contributi di Freud allo studio dell'arte e della letteratura vanno senz'altro ricordati il saggio Delirio e sogni nella “Gradiva” di Wilhelm Jensen del 1906 (un esempio di “psicoanalisi dell'opera”) e il saggio Un ricordo d'infanzia di Leonardo da Vinci del 1910, primo modello di “metodo psicobiografico”. Quest'ultimo consiste nel cercare di arrivare alla comprensione dell'opera alla luce dello studio e dell'interpretazione della vita dell'autore, soprattutto per quanto concerne l'attività psichica infantile. Il padre della psicoanalisi indagò ragioni e processi coinvolti nell'espressione artistica, con particolare riferimento alla personalità dell'artista. Secondo Freud: 
«l'arte costituisce un regno intermedio tra la realtà che frustra i desideri e il mondo della fantasia che li appaga, un dominio in cui sono rimaste per così dire vive le aspirazioni all'onnipotenza dell'umanità primitiva… L'artista è, originariamente, un uomo che si distoglie dalla realtà giacché non può adattarsi a quella rinuncia dell'appagamento delle pulsioni che la realtà inizialmente esige, e lascia che i suoi desideri di amore e di gloria si realizzino nella vita di fantasia. Egli trova però la via per ritornare dal mondo della fantasia nella realtà in quanto, grazie a particolari attitudini, traduce le sue fantasie in una nuova specie di cose vere, che vengono accettate dagli uomini come preziose raffigurazioni della realtà. Così, in certo modo, egli diventa veramente l'eroe, il re, il creatore, il prediletto, ciò che egli bramava di divenire e questo senza percorrere la faticosa e tortuosa via della trasformazione effettiva del mondo esterno».
Nelle sue indagini sulla creatività Freud mise in evidenza soprattutto il ruolo dell'inconscio, rischiando a volte di privilegiare la componente psicopatologica. Riteneva l'arte un appagamento del desiderio, a fronte di una realtà troppo frustrante e priva di soddisfazioni e sotto tale aspetto la considerava come il gioco, per i bambini, o come le fantasticherie, per gli adulti. Un appagamento coinvolto tanto nel processo di produzione che di fruizione artistica. In parte riteneva l'arte omologa anche al sogno. Era convinto inoltre che gli artisti avessero scoperto l'inconscio prima della scienza. Un concetto fondamentale nella teoria freudiana è quello di sublimazione, intesa come capacità di appagare la pulsione (soprattutto quella sessuale) attraverso uno spostamento della sua “meta”, trovando cioè soddisfazione non nel suo campo naturale ma in settori che non incontrano censure morali o sociali ed anzi sono valorizzati socialmente, come l'arte o la scienza. Freud propose di leggere l'opera d'arte (al pari del sogno) come un testo bipartito, distinguendo tra “contenuto manifesto” (il testo, la forma dell'opera) e “contenuto latente” (il suo significato inconscio). Tuttavia il prodotto artistico si caratterizza per una notevole quota di irriducibilità e inspiegabilità – egli stesso sosteneva che, di fronte al mistero dell'arte, la psicoanalisi dovesse deporre le armi. 
Nella seconda metà degli anni '20 l'atteggiamento di Freud nei confronti della realtà assunse il carattere di una sorta di “umanesimo disilluso” e anche la sua teoria estetica inclinò verso una concezione dell'arte intesa soprattutto come difesa e consolazione di fronte ad un'esistenza costellata da frustrazioni e traumi. In ogni caso, come è stato notato più volte, l'importanza del contributo di Freud a questi studi non può essere limitato ai suoi scritti specificamente dedicati all'arte e alla letteratura, ma va ricercato all'interno di tutta la sua produzione. Si pensi, per esempio, al suo saggio Lutto e melanconia pubblicato nel 1917 e al tema della “coazione a ripetere” in un'ottica che anticipa la concezione kleiniana dell'arte come riparazione. 
Le teorie psicoanalitiche freudiane ebbero un'enorme influenza nella cultura e nell'arte contemporanea delle avanguardie artistiche, ma Freud, data la sua formazione classicista, ebbe invece sul piano personale una notevole insofferenza nei confronti dell'arte contemporanea (per esempio del surrealismo e dell'espressionismo) e anche sul piano teorico riteneva che per poter parlare di “arte” si dovesse mantenere un preciso equilibrio tra elaborazione inconscia ed elaborazione (pre)conscia, cioè tra contenuto inconscio e forma artistica.
Diversamente dalla prospettiva freudiana, Carl Gustav Jung riteneva che sarebbe limitato ricondurre l'opera d'arte solo alla vita psichica del suo autore. La spinta creativa avrebbe origine dagli archetipi comuni a tutta l'umanità (inconscio collettivo) e agirebbe in modo pressoché autonomo, facendosi espressione anche dei vissuti primordiali degli uomini, muovendosi tra simbolico e non simbolico. I principali contributi di Jung allo studio dell'arte sono il saggio del 1922 La psicologia analitica nei suoi rapporti con l'arte poetica (1922), il saggio su Picasso e quello su Joyce, entrambi del 1932. Molto significativi nella prospettiva junghiana sono gli studi di Marie Louise Von Franz sugli archetipi nella fiaba. 
Il rapporto di Jung con l'arte è sostanzialmente ambivalente. Da un lato, egli dà un'enorme importanza all'arte e all'artista, in quanto sono in grado di manifestare gli archetipi dell'inconscio collettivo, mostrando, attraverso la relazione tra conscio e inconscio i loro diversi significati; dall'altro, però, dato che la creatività agisce, secondo lui, sostanzialmente come un “processo autonomo”, mostra scarsa attenzione alla specificità del gesto artistico. Ma lui stesso non era immune da una sorta di tentazione estetica che lo portò a sostenere, in una lettera del 1954:
«L'homunculus artista che alberga in me ha nutrito risentimenti d'ogni genere e, a quanto pare, se l'è presa molto male per il fatto che non gli ponevo in capo una corona di poeta.»
L'artista può trasformare i materiali grezzi dell'inconscio nel capolavoro artistico: come una sorta di profeta, ne possiede la capacità e il “linguaggio”. Come abbiamo visto, talvolta traspare dalle parole di Jung una sorta di invidia nei confronti della creazione artistica. Le sue ricerche terapeutiche si sviluppano in contiguità con le varie forme dell'arte, soprattutto alla luce dei suoi costanti riferimenti a simboli e immagini. Non diversamente da Freud, Jung mostrava però una certa chiusura nei confronti all'arte contemporanea, che trovava esteticamente non apprezzabile e incapace di suscitargli qualsivoglia emozione. Essa era tutt'al più da considerare un sintomo, un grido della malattia della nostra epoca, più alla stregua di un rumore che dell'armonia di una musica. In generale, si può dire che la sua avversione – non solo estetica ma anche morale – fosse indirizzata a tutte le tendenze del Novecento, considerato un periodo di confusione, arroganza e amoralità, incapace di elevare lo spirito e tutto proiettato all'uomo-massa. Un fare artistico, quello contemporaneo, che produce inquietudine, bruttezza, provocazione e si fa specchio della decadenza della società. Il ruolo dell'arte sarebbe, invece, non soltanto quello di riflettere la realtà, ma anche di “compensare gli indirizzi prevalenti della coscienza”. Gli artisti contemporanei si muovono, a ragione, nella direzione dell'inconscio, ma non sono sufficientemente consapevoli del loro compito. Mancano di una reale convinzione nell'oggettività della psiche, il cui parlare per immagini andrebbe invece ascoltato, lasciato agire sul proprio essere artista in quanto mero tramite, strumento per realizzare la vera opera d'arte. 
Jung esercitò comunque una notevole influenza sulla cultura del XX secolo. In particolare, molti artisti ne furono influenzati o attratti – per citarne solo alcuni: Hermann Hesse, Cesare Pavese e Thomas Stearns Eliot in ambito letterario, Federico Fellini, Jackson Pollock, Adolph Gottlieb in quello più prettamente artistico.

## Alcuni sviluppi
Vari sono stati gli indirizzi e sviluppi post-freudiani delle ricerche psicoanalitiche sull'arte. Ernst Kris presenta una teoria secondo la quale l'opera d'arte consentirebbe al suo produttore di dare forma a impulsi e conflitti profondi, nel rispetto però delle peculiarità del linguaggio estetico: ciò sarebbe possibile grazie alla capacità dell'artista di sfruttare le potenzialità dell'inconscio e del processo primario mediante una “regressione controllata al servizio dell'Io”. Lo stesso meccanismo avrebbe luogo nella psiche del fruitore, che procederebbe a una sorta di “ri-creazione” dell'opera attraverso quei processi di identificazione già individuati da Freud.
Riflessioni sull'attività artistica collegata ai primi sviluppi infantili si trovano in autori come Jacques Lacan, che considerava l'inconscio strutturato come un linguaggio e i diversi meccanismi del processo primario omologhi alle “figure” della retorica classica. Per Lacan, in particolare, una tappa fondamentale è riscontrabile nel processo di costruzione dell'Io (riferimento allo “stadio dello specchio”) di cui l'operare artistico non può prescindere. Grande attenzione al ruolo delle primitive fantasie infantili troviamo nei lavori di Melanie Klein, secondo cui la creazione artistica consiste nell'espressione del mondo interno del soggetto produttore mediante elementi del mondo esterno: una ri-creazione/riparazione indubbiamente connessa a fantasie inconsce di impulsi istintuali, legati primariamente al rapporto del bambino con la madre. Chi ha sviluppato maggiormente le teorie kleiniane sull'arte come riparazione è stata Hanna Segal. Ma particolare interesse hanno anche le teorie di Donald Woods Winnicott sul tema del gioco e dell'oggetto transizionale.
Partendo dagli studi di Freud, dunque, numerosi psicoanalisti hanno proposto interpretazioni sul lavoro artistico, sull'opera d'arte e sulla sua fruizione (Jean-Louis Baudry, Julia Kristeva, Leon Grindberg, Gilbert Rose ecc...). Ritorna di frequente la considerazione di un lavoro creativo come espressione di conflitti profondi, infantili, analogamente a quanto avviene nell'attività onirica. Così Donald Meltzer fa riferimento ad un momento conflittuale che caratterizza la crescita e la maturazione dell'individuo, marcando un passaggio da una esperienza estetica primaria individuata nel primo rapporto tra l'individuo e la realtà che lo circonda (in primis la madre) e una fase più matura segnata dall'incertezza. A essa l'uomo può reagire in modo costruttivo (creativo) grazie all'accettazione oppure negativamente dimostrando la sua incapacità di tollerare il conflitto. 
Wilfred Bion parla di materiale grezzo, contenuti e contenitore, in riferimento alle relazioni che si verrebbero ad instaurare tra opera d'arte e zone della mente in cui risiedono esperienze emozionali profonde che non sono giunte alla simbolizzazione. Arte quindi come espressione di meccanismi mentali precoci, per dare corpo e forma all'informe, attraverso un linguaggio artistico che permette di trattare e portare alla luce ciò che ancora non è definito.
Non dobbiamo infine dimenticare che, accanto a studi interni a una prospettiva psicoanalitica, nella seconda metà del Novecento non sono mancati, anche in Italia, studi di ispirazione più interdisciplinare. 
Il teorico della letteratura Mario Lavagetto, profondo conoscitore di Freud, ha fatto ricorso alla psicoanalisi per meglio interpretare grandi opere letterarie (Svevo, Saba). Ha inoltre riconosciuto e valorizzato le qualità e le competenze “letterarie” di Freud, sottolineando l'impossibilità di tracciare precisi confini tra letteratura e psicoanalisi. Questo sottile campo di indagine è stato esplorato anche da altri studiosi non psicoanalisti come Arrigo Stara e Stefano Ferrari. Quest'ultimo ha dedicato i suoi studi soprattutto alla “scrittura come riparazione” e alla psicologia del ritratto e dell'autoritratto, utilizzando le teorie e le categorie di Freud e della scuola kleiniana in una prospettiva aperta e problematica, senza cadere nelle trappole della “psicoanalisi applicata”. Altri contributi importanti sono stati forniti da alcuni psicoanalisti italiani particolarmente sensibili alle problematiche artistiche, come Franco Fornari, Graziella Magherini, Sandra Gosso, Antonio Di Benedetto, Luca Trabucco, Massimo Recalcati, che ha applicato con notevole sensibilità critica le teorie lacaniane anche all'arte contemporanea.

## Un modello psicoanalitico della fruizione artistica
Psichiatri, psicologi e psicoanalisti, considerando l'esperienza della fruizione di un'opera, ritengono che vi sia un complesso rapporto tra lo spettatore (la sua personalità, i suoi schemi mentali e il suo vissuto personale), l'evento artistico reale e il modo di viverlo. La psichiatra psicoanalista Graziella Magherini, nel suo famoso libro La sindrome di Stendhal (1989 e 1995) e in altri studi successivi ha analizzato nel dettaglio queste dinamiche e ha proposto un suo originale modello di esperienza estetica. Per esporre il suo punto di vista presenta un modello di creazione-fruizione artistica i cui elementi fondamentali sono: esperienza estetica primaria madre-bambino, perturbante freudiano (ritorno del rimosso), fatto scelto (selected fact). Magherini, facendo riferimento anche ad autori come Donald W. Winnicott, Wilfred Bion, Christopher Bollas, Donald Meltzer, spiega infatti l'intensità esperienziale vissuta dal bambino nel suo rapporto con la madre, da cui avrebbero origine la capacità creativa e la risposta estetica umana. La figura materna viene percepita dal bambino come fonte di sensazioni, come una luce straordinaria che gli permette di vivere una totalizzante esperienza di bontà e che suscita in lui una attenzione che può essere considerata estetica. In modo analogo, il fruitore di un'opera d'arte sentirebbe riproposta la sua relazione con l'oggetto primario hinc et nunc, per mezzo dell'oggetto estetico. Per quanto riguarda il perturbante freudiano, il ritorno del rimosso, si può dire che talvolta l'opera d'arte sia in grado di portare alla luce zone inconsce della mente, evocando esperienze emozionali non ancora codificate dall'individuo, che trovano nell'esperienza di fruizione e grazie ad essa una messa in forma. In ultimo, il meccanismo del fatto scelto, è coinvolto nell'esperienza di creazione-fruizione artistica, «sia come finzione mentale dell'artista, sia come “rivelazione scoperta” nel momento della fruizione ». Il fruitore può arrivare a percepire come particolarmente significativo, alla luce della sua storia personale, uno degli elementi costituenti l'opera d'arte. Tale fatto scelto sarebbe dunque in grado di determinare una riorganizzazione di alcuni aspetti della vita del fruitore, a seguito dell'attribuzione di un notevole valore emotivo da parte del soggetto. Lo spettatore può vivere il momento della fruizione come occasione di scoperta del proprio Io più intimo.

## Settori di confine della psicologia dell'arte
Anche la psichiatria ha a lungo indagato sul rapporto tra produzione artistica e disturbi psichici. Si vedano in particolare gli studi della cosiddetta Psicopatologia dell'espressione. La storia dell'arte e della letteratura sono ricche di esempi di artisti e di autori con problematiche psichiche più o meno evidenti. Del resto, la ricerca di connessioni e convergenze tra la sfera del genio e quella della follia ha radici molto antiche, che si fanno risalire quanto meno al Problema XXX di Aristotele. Grande risonanza ebbero gli studi su Genio e follia di Cesare Lombroso, importante figura del XIX secolo e seguace del metodo positivistico, in cui sosteneva che la genialità fosse da collegare a qualche anomalia psichica dell'individuo. Ben più sfumata e problematica la prospettiva fenomenologica di Karl Jaspers nel suo Genio e follia. Strindberg e Van Gogh (1951).
Molto spesso si è messo in evidenza il valore terapeutico della creatività. È questo l'assunto di un altro settore di ricerca che può avere diversi punti di contatto con la psicologia dell'arte, cioè le arti terapie. Con questo termine ci si riferisce a interventi strutturati nell'ambito di un preciso setting terapeutico, all'interno del quale si seguono regole e protocolli precisi. Il fine è quello di cercare di risolvere o attenuare il disagio dei pazienti, che può essere psichico, sociale, fisico. Questo modello terapeutico, che al linguaggio verbale spesso sostituisce o accompagna quello più semplice e diretto “non verbale”, può fare ricorso all'utilizzo di materiali molto vari tra cui colori, disegni, foglie e sassi e altri oggetti naturali. Di particolare importanza sono gli studi e le ricerche nell'ambito della musicoterapia e della danza movimento terapia, che hanno una speciale attenzione anche alla dimensione del corpo. In questi casi l'arte viene usata per superare situazioni di blocco o di emarginazione, favorendo l'attività espressiva dei pazienti. Non vi sono intenti nozionistici o didattici: lo scopo non è la creazione di un prodotto artistico esteticamente apprezzabile, e l'attenzione viene posta soprattutto sul processo creativo e sul progredire del rapporto tra paziente e terapeuta.
Si deve notare tuttavia che all'interno di alcuni di questi atelier non sono mancati e non mancano esiti creativi di notevole rilevanza artistica, che hanno attirato l'attenzione di curatori, critici e collezionisti della cosiddetta Art Brut, che costituisce a sua volta un interessantissimo territorio di confine con la psicologia dell'arte (cfr. Ferrari 2013). 
Dalla fine degli anni '90 si è assistito allo sviluppo della neuroestetica, il cui padre fondatore è Semir Zeki, neuroscienziato, professore di neurobiologia e tra i massimi esperti del sistema visivo. Tale disciplina si propone di indagare il rapporto che intercorre tra esperienza estetica e neuroscienze, i meccanismi biologici coinvolti nei processi di apprezzamento estetico. Si ritiene infatti che l'arte venga concepita da un artista-creatore e fruita nell'esperienza estetica di un pubblico attraverso il coinvolgimento delle strutture nervose in vari processi e attività cerebrali. 
Si considerino, ad esempio, i neuroni specchio, individuati verso la metà degli anni '90 dal gruppo di studiosi dell'Università di Parma che fanno capo a Giacomo Rizzolatti: essi sembrano spiegare fisiologicamente la capacità degli individui di porsi in relazione con gli altri. Questa tipologia di neuroni si attiva non solo quando siamo noi stessi a compiere un'azione ma anche quando osserviamo qualcuno che la compie o la sta per compiere; ciò ci permette di intuire l'intenzione che guida l'azione altrui. Si è notato che il “sistema specchio” pare attivarsi solamente quando il soggetto stesso ha messo in atto quella determinata azione in passato. Esempio noto è quello di un ballerino di danza classica; i suoi neuroni specchio sembrerebbero attivarsi di fronte ad uno spettacolo classico, ma non davanti ad un ballo moderno. Un discorso analogo vale per la sfera emozionale. Alcuni studi condotti sulle emozioni primarie hanno dimostrato che nei soggetti osservanti individui nell'atto di provare tristezza o disgusto, si attivava il medesimo substrato neuronale coinvolto quando erano i soggetti stessi a provare l'emozione in questione. A confermare tale scoperta studi clinici hanno evidenziato come, pazienti affetti da problemi neurologici, una volta persa la capacità di provare una data emozione non erano più in grado di riconoscerla nemmeno negli altri. Questi importanti risultati sembrerebbero in grado di farci comprendere meglio l'empatia, la capacità di identificarsi con l'altro e dunque anche le capacità relazionali. 
Anche questi studi tuttavia mettono in luce un problema peculiare delle ricerche scientifiche sull'arte, che rendono problematico lo statuto della nostra disciplina, a partire dalla definizione stessa di psicologia dell'arte – che sembra prediligere l'indagine da un punto di vista prettamente psicologico, a discapito della prospettiva artistica. Questa concezione apparentemente più oggettiva e più “scientifica” presuppone un orizzonte teorico e metodologico che rimane irrimediabilmente esterno alla dimensione artistica. 
Ne consegue che, se la predilezione della visione scientifica contribuisce a suggerire solidità, concretezza e “certezze” alla disciplina, lo fa a discapito della libertà e della “leggerezza” dell'arte, la quale richiede categorie e metodi d'indagine ad essa congeniali. Tuttavia considerando solo, o primariamente, le “ragioni” dell'arte, si rischierebbe forse di avere una disciplina più “debole” e meno attrezzata. Le ricerche scientifiche, che negli ultimi anni hanno conosciuto sviluppi straordinari (come appunto le neuroscienze) hanno permesso di spiegare molti meccanismi neurologici, evidenziando processi e aree cerebrali coinvolti nell'esperienza di produzione e fruizione artistica. Va tuttavia sottolineato che nonostante i continui risultati scientifici, tali ricerche non sono in grado di spiegare oggettivamente e sistematicamente le più profonde emozioni umane, con le loro poliedriche sfumature necessariamente condizionate dalla soggettività individuale.

## IAAP
L’International Association for Art and Psychology è un gruppo di studio interdisciplinare, nato a Firenze nel 2000, che promuove studi sui rapporti tra psicologia e arte: creazione e fruizione artistica, arti terapie, educazione estetica, musica, psicoanalisi e letteratura. 
Presidente dell'associazione è Graziella Magherini, psichiatra e psicoanalista di orientamento freudiano, esperta in storia dell'arte e autrice di diversi libri, tra cui La sindrome di Stendhal. Il malessere del viaggiatore di fronte alla grandezza dell'arte. 
Vicepresidente è Stefano Ferrari, professore di psicologia dell'arte presso il Dipartimento delle Arti dell'Alma Mater Studiorum - Università di Bologna, direttore della Scuola di Specializzazione in Beni Storico-Artistici della stessa Università e direttore responsabile e scientifico di "PsicoArt - Rivista on line di arte e psicologia", che ospita e promuove studi e ricerche di carattere interdisciplinare, storico e metodologico, sulle relazioni tra arti, letteratura, psicologia e psicoanalisi. 
L'associazione, che comprende diverse sezioni regionali, è aperta a psicologi, psicoanalisti, arte-terapeuti, medici, storici dell'arte, filosofi, insegnanti, ma anche a tutti coloro che vogliano contribuire alla diffusione della cultura nell'ambito delle relazioni tra “arte e psicologia”.